# Extrinsisch
Extrinsisch [ɛksˈtʁɪnzɪʃ] bedeutet von außen her (angeregt), nicht aus eigenem Antrieb erfolgend. Das Wort extrinsisch stammt von dem lateinischen extrinsecus und wird allgemein verwendet, um äußere Faktoren oder Motivationen zu beschreiben. Der Gegenbegriff lautet intrinsisch (von innen her, durch in der Sache liegende Anreize bedingt).

## Extrinsische Faktoren
Unter extrinsischen Faktoren verstehen sich alle Einwirkungen, die von außen her stattfinden. Dabei kann es sich um Risikofaktoren sowie um Parameter bei chemischen Reaktionen handeln. Oft werden unter dem Begriff „Extrinsischer Faktor“ die chemischen Verbindungen Cobalamine verstanden, die das Vitamin B12 enthalten.